# Golden Globe Awards 1973
Die 30. Verleihung der Golden Globe Awards fand am 28. Januar 1973 statt.

## Preisträger und Nominierungen

### Bester Film – Drama
Der Pate (The Godfather) – Regie: Francis Ford Coppola
- Beim Sterben ist jeder der Erste (Deliverance) – Regie: John Boorman
- Die Höllenfahrt der Poseidon (The Poseidon Adventure) – Regie: Ronald Neame
- Frenzy – Regie: Alfred Hitchcock
- Mord mit kleinen Fehlern (Sleuth) – Regie: Joseph L. Mankiewicz

### Bester Film – Musical/Komödie
Cabaret – Regie: Bob Fosse
- Avanti, Avanti (Avanti!) – Regie: Billy Wilder
- Reisen mit meiner Tante (Travels with My Aunt) – Regie: George Cukor
- Schmetterlinge sind frei (Butterflies Are Free) – Regie: Milton Katselas
- 1776 – Rebellion und Liebe (1776) – Regie: Peter H. Hunt

### Beste Regie
Francis Ford Coppola – Der Pate (The Godfather)
- John Boorman – Beim Sterben ist jeder der Erste (Deliverance)
- Bob Fosse – Cabaret
- Alfred Hitchcock – Frenzy
- Billy Wilder – Avanti, Avanti (Avanti!)

### Bester Hauptdarsteller – Drama
Marlon Brando – Der Pate (The Godfather)
- Michael Caine – Mord mit kleinen Fehlern (Sleuth)
- Laurence Olivier – Mord mit kleinen Fehlern (Sleuth)
- Al Pacino – Der Pate (The Godfather)
- Jon Voight – Beim Sterben ist jeder der Erste (Deliverance)

### Beste Hauptdarstellerin – Drama
Liv Ullmann – Emigranten (Utvandrarna)
- Diana Ross – Lady Sings the Blues
- Cicely Tyson – Das Jahr ohne Vater (Sounder)
- Trish Van Devere – Mein Herz braucht Liebe (One Is a Lonely Number)
- Tuesday Weld – Play It As It Lays
- Joanne Woodward – Die Wirkung von Gammastrahlen auf Ringelblumen (The Effect of Gamma Rays on Man-in-the-Moon Marigolds)

### Bester Hauptdarsteller – Musical/Komödie
Jack Lemmon – Avanti, Avanti (Avanti!)
- Edward Albert – Schmetterlinge sind frei (Butterflies Are Free)
- Charles Grodin – Pferdewechsel in der Hochzeitsnacht (The Heartbreak Kid)
- Walter Matthau – Peter und Tillie (Pete 'n' Tillie)
- Peter O’Toole – Der Mann von La Mancha (Man of La Mancha)

### Beste Hauptdarstellerin – Musical/Komödie
Liza Minnelli – Cabaret
- Carol Burnett – Peter und Tillie (Pete 'n' Tillie)
- Goldie Hawn – Schmetterlinge sind frei (Butterflies Are Free)
- Juliet Mills – Avanti, Avanti (Avanti!)
- Maggie Smith – Reisen mit meiner Tante (Travels with My Aunt)

### Bester Nebendarsteller
Joel Grey – Cabaret
- James Caan – Der Pate (The Godfather)
- James Coco – Der Mann von La Mancha (Man of La Mancha)
- Alec McCowen – Reisen mit meiner Tante (Travels with My Aunt)
- Clive Revill – Avanti, Avanti (Avanti!)

### Beste Nebendarstellerin
Shelley Winters – Die Höllenfahrt der Poseidon (The Poseidon Adventure)
- Marisa Berenson – Cabaret
- Jeannie Berlin – Pferdewechsel in der Hochzeitsnacht (The Heartbreak Kid)
- Helena Kallianiotes – Round Up (Kansas City Bomber)
- Geraldine Page – Peter und Tillie (Pete 'n' Tillie)

### Bester Nachwuchsdarsteller
Edward Albert – Schmetterlinge sind frei (Butterflies Are Free)
- Frederic Forrest – Wenn die Legenden sterben (When the Legends Die)
- Kevin Hooks – Das Jahr ohne Vater (Sounder)
- Michael Sacks – Schlachthof 5 (Slaughterhouse-Five)
- Simon Ward – Der junge Löwe (Young Winston)

### Beste Nachwuchsdarstellerin
Diana Ross – Lady Sings the Blues
- Sian Barbara Allen – Ausgeliefert (You'll Like My Mother)
- Marisa Berenson – Cabaret
- Mary Costa – Der große Walzer (The Great Waltz)
- Madeline Kahn – Is’ was, Doc? (What’s Up, Doc?)
- Victoria Principal – Das war Roy Bean (The Life and Times of Judge Roy Bean)

### Bestes Drehbuch
Francis Ford Coppola, Mario Puzo – Der Pate (The Godfather)
- Jay Presson Allen – Cabaret
- I. A. L. Diamond, Billy Wilder – Avanti, Avanti (Avanti!)
- James Dickey – Beim Sterben ist jeder der Erste (Deliverance)
- Anthony Shaffer – Frenzy
- Neil Simon – Pferdewechsel in der Hochzeitsnacht (The Heartbreak Kid)

### Beste Filmmusik
Nino Rota – Der Pate (The Godfather)
- Ron Goodwin – Frenzy
- Quincy Jones – Getaway
- Michel Legrand – Lady Sings the Blues
- John Williams – Die Höllenfahrt der Poseidon (The Poseidon Adventure)

### Bester Filmsong
„Ben“ aus Ben – Don Black, Walter Scharf
- „Carry Me“ aus Schmetterlinge sind frei (Butterflies Are Free) – Bob Alcivar, Randy McNeill
- Dueling Banjos aus Beim Sterben ist jeder der Erste (Deliverance) – Arthur Smith, Steve Mandel, Eric Weissberg
- „Marmalade, Molasses and Honey“ aus Das war Roy Bean (The Life and Times of Judge Roy Bean) – Alan Bergman, Marilyn Bergman, John Williams
- „Mein Herr“ aus Cabaret – Fred Ebb, John Kander
- „Money, Money“ aus Cabaret – Fred Ebb, John Kander
- „Take Me Home“ aus Molly und der Gesetzlose (Molly and the Lawless John) – Maurice Jarre, Alan Bergman, Marilyn Bergman
- „The Morning After“ aus Die Höllenfahrt der Poseidon (The Poseidon Adventure) – Joel Hirschhorn, Al Kasha

### Bester Dokumentarfilm
Elvis on Tour – Regie: Robert Abel, Pierre Adidge

Walls of Fire – Regie: Herbert Kline, Edmund Penney
- Marjoe – Regie: Howard Smith, Sarah Kernochan
- Russia – Regie: Theodore Holcomb, Kira Muratowa
- Sapporo Orinpikku – Regie: Masahiro Shinoda

### Bester fremdsprachiger Film
Das neue Land (Nybyggarna), Schweden – Regie: Jan Troell

Emigranten (Utvandrarna), Schweden – Regie: Jan Troell
- Der diskrete Charme der Bourgeoisie (Le charme discret de la bourgeoisie), Frankreich – Regie: Luis Buñuel
- Espejismo, Peru – Regie: Armando Robles Godoy
- Fellinis Roma (Roma), Italien – Regie: Federico Fellini
- Schreie und Flüstern (Viskningar och rop), Schweden – Regie: Ingmar Bergman

### Bester ausländischer Film
Der junge Löwe (Young Winston), Großbritannien – Regie: Richard Attenborough
- Drei Strolche in der Wildnis (Living Free), Großbritannien – Regie: Jack Couffer
- Spiegelbilder (Images), Großbritannien – Regie: Robert Altman
- The Ruling Class, Großbritannien – Regie: Peter Medak
- X, Y und Zee (Zee and Co.), Großbritannien – Regie: Brian G. Hutton

## Nominierungen und Gewinner im Bereich Fernsehen

### Beste Fernsehserie – Drama
Columbo
- America
- Die Waltons (The Waltons)
- Mannix
- Medical Center

### Bester Darsteller in einer Fernsehserie – Drama
Peter Falk – Columbo
- Mike Connors – Mannix
- William Conrad – Cannon
- Chad Everett – Medical Center
- David Hartman – The Bold Ones: The New Doctors
- Robert Young – Dr. med. Marcus Welby (Marcus Welby, M.D.)

### Beste Darstellerin in einer Fernsehserie – Drama
Gail Fisher – Mannix
- Ellen Corby – Die Waltons (The Waltons)
- Susan Saint James – McMillan & Wife
- Anne Jeffreys – The Delphi Bureau
- Michael Learned – Die Waltons (The Waltons)
- Peggy Lipton – Twen-Police (The Mod Squad)

### Beste Fernsehserie – Komödie/Musical
All in the Family
- M*A*S*H
- Mary Tyler Moore (The Mary Tyler Moore Show)
- Maude
- The Sunny and Cher Comedy Hour

### Bester Darsteller in einer Fernsehserie – Komödie/Musical
Redd Foxx – Sanford and Son
- Alan Alda – M*A*S*H
- Bill Cosby – The New Bill Cosby Show
- Paul Lynde – The Paul Lynde Show
- Carroll O’Connor – All in the Family
- Flip Wilson – Kennen Sie Flip Wilson? (Flip)

### Beste Darstellerin in einer Fernsehserie – Komödie/Musical
Jean Stapleton – All in the Family
- Julie Andrews – The Julie Andrews Hour
- Bea Arthur – Maude
- Carol Burnett – The Carol Burnett Show
- Mary Tyler Moore – Mary Tyler Moore (The Mary Tyler Moore Show)

### Bester Fernsehfilm
Damals im Sommer (That Certain Summer)
- A War of Children
- Das Glashaus (The Glass House)
- Footsteps
- Kung Fu Folge: „Kung Fu – Im Zeichen des Drachen“

### Bestes TV-Special
La vita di Leonardo da Vinci
- Die Suche nach der Quelle des Nils (The Search of the Nile)
- Geheimnisse des Meeres (The Undersea World of Jacques Cousteau)
- Playhouse 90
- The 1972 Summer Olympics

### Bester Nebendarsteller in einer Serie, einer Miniserie oder einem Fernsehfilm
James Brolin – Dr. med. Marcus Welby (Marcus Welby, M.D.)
- Ed Asner – Mary Tyler Moore (The Mary Tyler Moore Show)
- Ted Knight – Mary Tyler Moore (The Mary Tyler Moore Show)
- Harvey Korman – The Carol Burnett Show
- Rob Reiner – All in the Family

### Beste Nebendarstellerin in einer Serie, einer Miniserie oder einem Fernsehfilm
Ruth Buzzi – Laugh-In
- Susan Dey – Die Patridge Familie (The Patridge Family)
- Valerie Harper – Mary Tyler Moore (The Mary Tyler Moore Show)
- Vicki Lawrence – The Carol Burnett Show
- Audra Lindley – Bridget und Bernie (Bridget Loves Bernie)
- Sally Struthers – All in the Family
- Elena Verdugo – Dr. med. Marcus Welby (Marcus Welby, M.D.)

## Cecil B. DeMille Award
Samuel Goldwyn

## Miss Golden Globe
Kelley Miles